# 特拉诺瓦
特拉诺瓦是巴西巴伊亚州的一个市镇。总面积198.626平方公里，总人口12281人，人口密度61.8人/平方公里。